# Волошине (Коростенський район)
Воло́шине — село в Україні, у Лугинській селищній територіальній громаді Коростенського району Житомирської області. Чисельність населення становить 173 особи (2001).

## Населення
Відповідно до результатів перепису населення СРСР, кількість населення станом на 12 січня 1989 року становила 198 осіб. Станом на 5 грудня 2001 року, відповідно до перепису населення України, кількість мешканців села становила 173 особи.

## Історія
Станом на 1 жовтня 1941 року значилося як с. Волошко — центр Волошківської сільської управи Лугинського району. На 1 вересня 1946 року — с. Волошине Червоноволоцької сільської ради Лугинського району Житомирської області. 2 вересня 1954 року, відповідно до рішення Житомирського облвиконкому № 1087 «Про перечислення населених пунктів в межах районів Житомирської області», підпорядковане Бобрицькій сільській раді Лугинського району. 5 березня 1959 року, відповідно до рішення Житомирського облвиконкому № 161 «Про ліквідацію та зміну адміністративно-територіального поділу окремих сільських рад області», село повернуте до складу Червоноволоцької сільської ради Лугинського району
У жовтні 2017 року село увійшло до складу новоутвореної Лугинської селищної територіальної громади Лугинського району Житомирської області. Від 19 липня 2020 року, разом з громадою, у складі новоствореного Коростенського району Житомирської області.